# Чанидзе, Гугули Юсуповна
Гугули Юсуповна Чанидзе (груз. ჭანიძე გუგული იუსუფის-ასული; 1933—2018) — колхозница-чаевод колхоза села Эрге Аджарской АССР, Герой Социалистического Труда с 8 апреля 1971 года.

## Биография
Родилась 1933 года 1 августа в селе Квемо-Джочо Батумского района Аджарской АССР в крестьянской семье.
После окончания 7 классов Эргийской средней школы, в 1947 году начала работать в колхозе села Эрге чаеводом, где проработала до 1991 года.
В 1974—1975 годах обучалась в Батумской железнодорожной школе без отрыва от производства.
В 1954—1955 годы принята в ряды комсомольской организации.
С 1957 года член КПСС.
В 1970 году была награждена юбилейной медалью «За доблестный труд» в честь ознаменования 100-летия со дня рождения В. И. Ленина.
В 1966—1976 годах — член комитета Аджарского обкома КП Грузии.
За высокие показатели в труде было присвоено звание Героя Социалистического Труда (1971 год 8 апреля) и была награждена орденом Ленина.
С 1973 года член Хелвачаурского райкома КП Грузии.
В 1971, 1976, 1981, 1986 годах избиралась делегатом ХХIV-XXV-XXVI-XXVII съездов Компартии Грузии, на XXIV съезде была избрана членом Мандатной комиссии.
С 1976 года по 1986 год была членом Центрального Комитета Компартии Грузии. С 1977 до 1991 года — член Республиканского совета профсоюзов.
Депутат Верховного Совета Аджарской АССР 9-го и 10-го созыва.
За достигнутые успехи в развитии народного хозяйства СССР Главным комитетом ВДНХ СССР была награждена 1 серебряной и 2 бронзовыми медалями.
Награждена четыре раза медалями и наградами «Победитель социалистического соревнования». Много раз награждена Почетными грамотами обкома, райкома и колхоза.
Член правления колхоза и член партбюро колхоза.
Член Женского комитета обкома и председатель Женского комитета колхоза.
Районный депутат сельсовета.

## Семья
Муж — Авраам Казимович Лорткипанидзе, 1930 года рождения 
Дочь — Наира Авраамовна Лорткипанидзе, 1957 года рождения
Дочь — Натела Авраамовна Лорткипанидзе, 1958 года рождения
Сын — Теймураз Авраамович Лорткипанидзе, 1961 года рождения

## Награды и премии
- Герой Социалистического Труда
- Орден Ленина